# Xoanodera laticornis
Xoanodera laticornis es una especie de escarabajo longicornio del género Xoanodera, tribu Cerambycini, subfamilia Cerambycinae. Fue descrita científicamente por Gahan en 1891.

## Descripción
Mide 25 milímetros de longitud.

## Distribución
Se distribuye por Malasia (Borneo).